# 金新街道
金新街道是中华人民共和国江苏省南通市通州区下辖的一个街道办事处，街道办事处驻油榨村金乐街8号。
2015年3月24日，江苏省人民政府批复同意将原金沙镇金南、八角亭、镇南、金乐、碧堂庙、金桥、果园、华山8个居委会和三姓街、狮子桥、花家渡、界北、文山、油榨、张门、邢园、元帅庙、通灵桥10个村委会区域与原先锋镇利民、正场、民平3个村委会，以及二甲镇进东、麒麟桥2个村委会，川姜镇双池头、复兴、朝东圩、夏四店、大石桥、金普6个村委会区域合并，设立通州区金新街道办事处。

## 行政区划
金新街道下辖以下行政区划单位：
金南社区、镇南社区、八角亭社区、碧堂庙社区、金乐社区、金桥社区、果园社区、华山社区、金霞社区、碧华社区、界北村、文山村、油榨村、张门村、邢园村、元帅庙村、通灵桥村、双池头村、复兴村、花家渡村、三姓街村、狮子桥村、朝东圩村、夏四店村、大石桥村、金普村、民平村、利民村、正场村、进东村和麒麟桥村